# Ґжензно
Ґжензно (пол. Grzęzno, нім. Weitenhagen) — село в Польщі, у гміні Добра Лобезького повіту Західнопоморського воєводства.
Населення — 296 осіб (2011).
У 1975-1998 роках село належало до Щецинського воєводства.

## Демографія
Демографічна структура станом на 31 березня 2011 року:
|          | Загалом | Допрацездатний вік | Працездатний вік | Постпрацездатний вік |
| -------- | ------- | ------------------ | ---------------- | -------------------- |
| Чоловіки | 140     | 29                 | 106              | 5                    |
| Жінки    | 156     | 30                 | 100              | 26                   |
| Разом    | 296     | 59                 | 206              | 31                   |